# Церковь Воскресения Словущего (Ивойлово)
Церковь Воскресения Христова (Воскресенский храм) — недействующий православный храм в деревне Ивойлово Рузского городского округа Московской области.

## История
Время строительства первой церкви в селе не установлено, известно, что в 1625 году уже существовал храм Николая Чудотворца с приделами Даниила Столпника и Димитрия Солунского. Новая деревянная церковь была построена в 1678 году князем Пронским, тогдашним владельцем опустевшего после войны с Польшей 1634—1634 годов села, возможно, храм обновлялся в 1781 году.

В январе 1854 года было подано прошение причта и прихожан митрополиту Филарету, в котором говорилось 
В селе Ивойлове церковь деревянного здания однопрестольная во имя Воскресения Христова, хотя и крепка, но невместительна. Посему прихожане желают строить каменную в то же имя Воскресения Христова с приделами Божия Матери Живоносного источника и Пророка Божия Илии.

Каменный храм, по проекту архитектора Владислава Грудзина (по другим сведениям — по проекту Петра Буренина), закончен в 1860 году. Согласно клировым ведомостям, церковь 
Каменная, крытая железом с такой же колокольней. Престолов три: в память обновления храма Воскресения Христова, во имя Божия Матери Живоносного Источника, во имя Преподобного Сергия Радонежского Чудотворца. В приходе были деревни: Щелканово, Шилово, Веино, Пупки, Немирово, Самошкино, сельцо Притыкино
В советское время церковь была закрыта.
С 2017 года проводятся восстановительные работы. В летнее время ежемесячно совершаются молебны.